# Kościół Świętego Kazimierza Królewicza w Kobyłce-Stefanówce
Kościół św. Kazimierza Królewicza w Kobyłce - Stefanówce – rzymskokatolicki kościół parafialny znajdujący się w Kobyłce, na osiedlu Stefanówka.

## Historia
- 10 kwietnia 1983 - mieszkańcy osiedla Kobyłka-Stefanówka napisali do Naczelnika Urzędu Miasta w Kobyłce prośbę o przydzielenie im placu, na którym mogliby postawić punkt katechetyczny. Kuria Metropolitalna i ks. Kazimierz Konowrocki, proboszcz parafii Świętej Trójcy w Kobyłce, skierowali podobne pisma do Wydziału do Spraw Wyznań w Warszawie.
- 15 kwietnia 1987 - zgoda na budowę kaplicy i budynku katechetycznego. W maju władza kościelna wyznaczyła Ks. Zygmunta Wirkowskiego do tworzenia nowej parafii.
- 7 maja 1988 - ks. Kazimierz Konowrocki odprawił pierwszą mszę św. na placu budowy, a bp Kazimierz Romaniuk poświęcił plac i krzyż.
- 16 czerwca 1988 - prezydent Warszawy wydał decyzję o ostatecznym ustaleniu lokalizacji budowy.
- 8 września 1988 - poświęcenie nowo wybudowanej kaplicy przez bpa Mariana Dusia, oprócz funkcji liturgicznej była też miejscem katechizacji. W tym czasie trwały nieustanne starania o zezwolenie na budowę kościoła i plebanii, ostatecznie nadeszło 16 sierpnia 1989.
- 22 października 1991 - rozpoczęto prace, a wiosną gotowe były już fundamenty. Autorem projektu kościoła jest doc. inż. architekt Andrzej Buchner, a konstruktorem - inż. Andrzej Żórawski. Mury świątyni wznosili wspaniali murarze śp. Kazimierz Sierota i jego syn Waldemar.
- Maj 1993 - podczas wizytacji kanonicznej, bp Kazimierz Romaniuk poświęcił kamień węgielny (z Ziemi Świętej i katakumb rzymskich) i wmurował akt erekcyjny w tylną ścianę świątyni.
- 16 kwietnia 1995 (Wielkanoc) - ks. Zygmunt Wirkowski odprawił pierwszą mszę św. w kościele, a bp ordynariusz poświęcił kościół i poprowadził procesję rezurekcyjną.
- Maj 1996 - w Przemyślu odlano cztery dzwony: Jan Paweł II, św. Kazimierz, Maryja i Miłosierdzie Boże (łączna waga 1090 kg).
- 2001 - zawieszenie dzwonów na wieży kościelnej.
- 2007 - 2008 - z inicjatywy proboszcza ks. Bogdana Sałańskiego zmieniło się wnętrze kościoła. Powstało 14 Stacji Drogi krzyżowej z drzewa olchowego autorstwa artysty rzeźbiarza Miłosza Płonki. Następnie powstały ołtarze boczne Matki Bożej Nieustającej Pomocy i Miłosierdzia Bożego wymalowane przez artystę malarza Małgorzatę Ziarkiewicz i całkowicie została przemalowana ściana główna z pozłoconymi liliami andegaweńskimi zdobiącymi płaszcz patrona parafii Kazimierza Królewicza i Matki Bożej Częstochowskiej. Wkrótce prezbiterium otrzymało nowe profesjonalne oświetlenie, a w zakrystii przeprowadzono remont kapitalny i wstawiono nowe meble na szaty i naczynia liturgiczne. Następnie została zawieszona w ołtarzu głównym rzeźbiona figura Chrystusa autorstwa ww. artysty Miłosza Płonki.
- 2011 - kościół został odnowiony.
- 30 października 2011 - konsekracja kościoła. Dokonał jej abp Henryk Hoser SAC podczas uroczystej mszy św. o godz. 13:00. Podczas konsekracji kościoła ks. arcybiskup poświęcił dwie nowe figury: Matki Bożej i św. Jana Ewangelisty tego samego autora, które zostały zamieszczone pod figurą Chrystusa[1].